# Dittersbach (Dürrröhrsdorf-Dittersbach)
Dittersbach ist ein Ortsteil der Gemeinde Dürrröhrsdorf-Dittersbach, die zum Landkreis Sächsische Schweiz-Osterzgebirge in Sachsen gehört.

## Geographie
Dittersbach liegt im nördlichen Teil der Gemeinde. Das etwa zwei Kilometer lange Reihendorf liegt im Tal des Kalten Bachs, der in den aus dem Dresdner Osten kommenden Schullwitzbach fließt, der wiederum rund 300 Meter weiter im Schlosspark in die Wesenitz mündet.
Die Gemarkung reicht im Norden an den Karswald mit der zur Gemeinde Arnsdorf im Landkreis Bautzen gehörenden Wüstung Reinhardtswalde. Nordöstlich liegt der Ortsteil Wilschdorf, im Osten grenzt eine schmale Zunge an den Stolpner Ortsteil Helmsdorf. Die südliche Gemarkungsgrenze verläuft wieder innerhalb der Gemeinde mit Dürrröhrsdorf im Südosten, Elbersdorf im Süden und Wünschendorf im südwestlichsten Zipfel. Im Westen liegt der Dresdner Stadtteil Eschdorf mit dem Rosinendörfchen und etwas nördlich davon Rossendorf.
Direkt nördlich der Ortsgrenze verläuft die Bundesstraße 6, die über Wilschdorf in östlicher und über Eschdorf und die Staatsstraße 177 in westlicher Richtung erreichbar ist.

## Geschichte

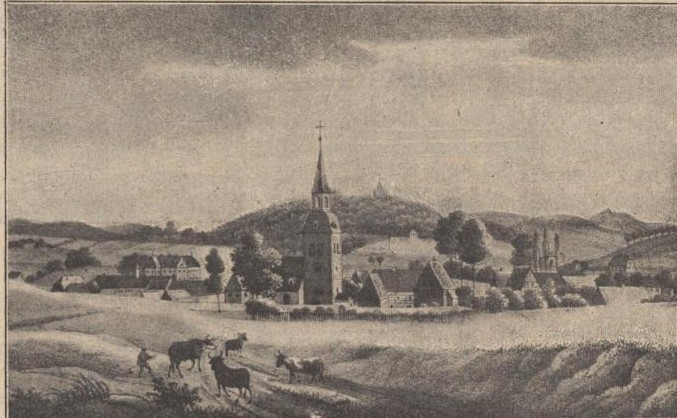
Dittersbach um 1830

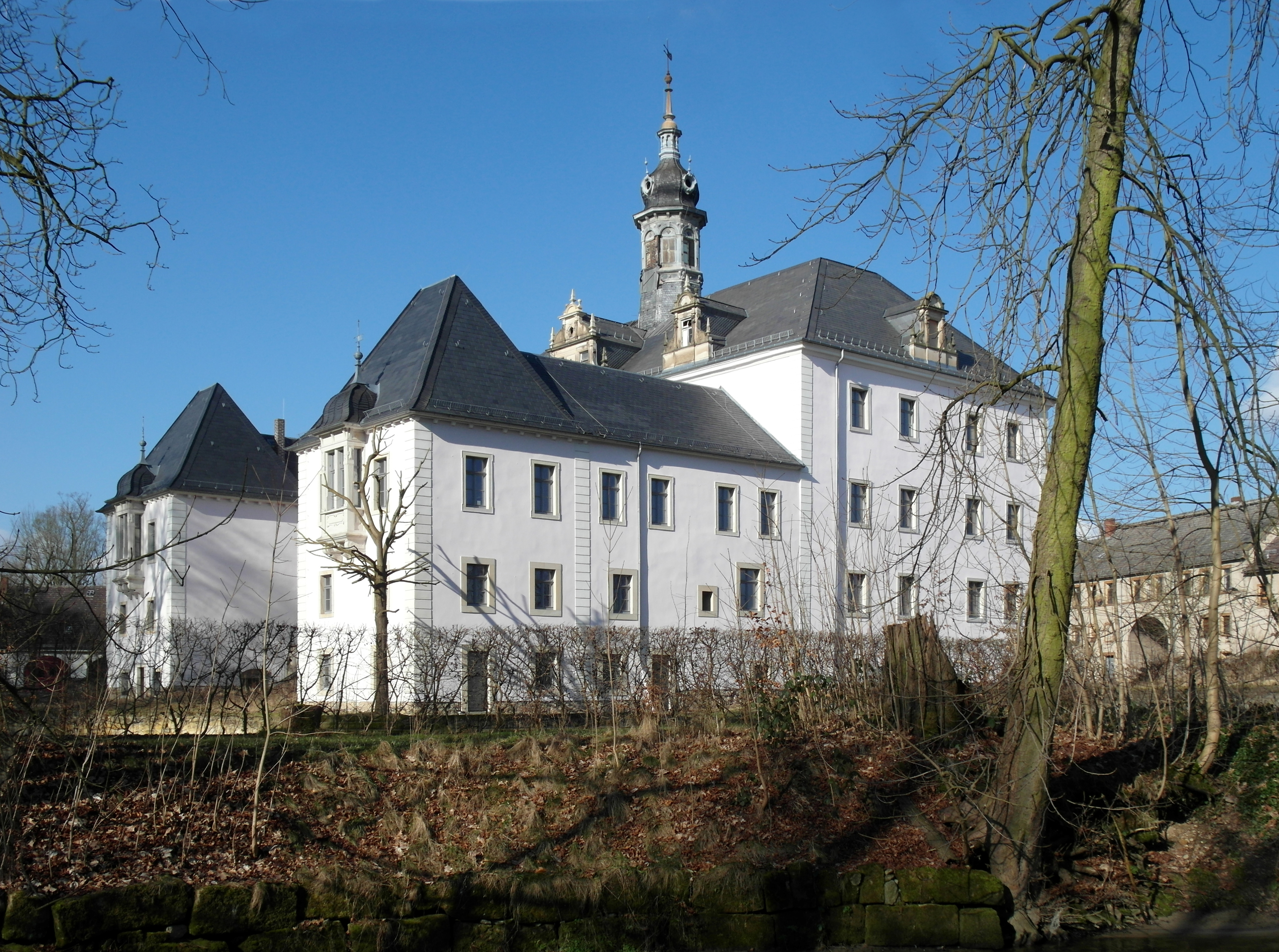
Rittergut Dittersbach, Schloss

Der Ort wurde während der deutschen Ostsiedlung als Waldhufendorf angelegt und 1299 erstmals als Ditterichespach erwähnt, der Name geht auf einen Lokator Dietrich zurück. Im Meißner Bistumsmatrikel ist 1346 eine Kirche erwähnt. Im Zusammenhang mit Otto Karaz de Diterispach erfolgte 1350 ein Eintrag im Lehnbuch Friedrichs des Strengen, der auch als Beleg eines Herrensitzes im Ort gilt. Spätere urkundlich überlieferte Formen des Ortsnamens sind Tytrichspach (1406), Dyterichsbach (1412), Dytirsbach (1414) und um 1600 bereits Dittersbach. Zur Unterscheidung von anderen Orten gleichen Namens wurde auch der Zusatz bei Stolpen verwendet.
Für das Jahr 1446 sind ein Sattelhof und ein Vorwerk belegt. Der kurfürstliche Kanzler Hieronymus Kiesewetter kaufte 1554 das Rittergut Dittersbach nebst den damit verbundenen Dörfern Eschdorf, Wünschendorf und Bonnewitz. Er ließ ab 1555 das Schloss bauen, dabei wurde eine vorherige Wasserburg überbaut.

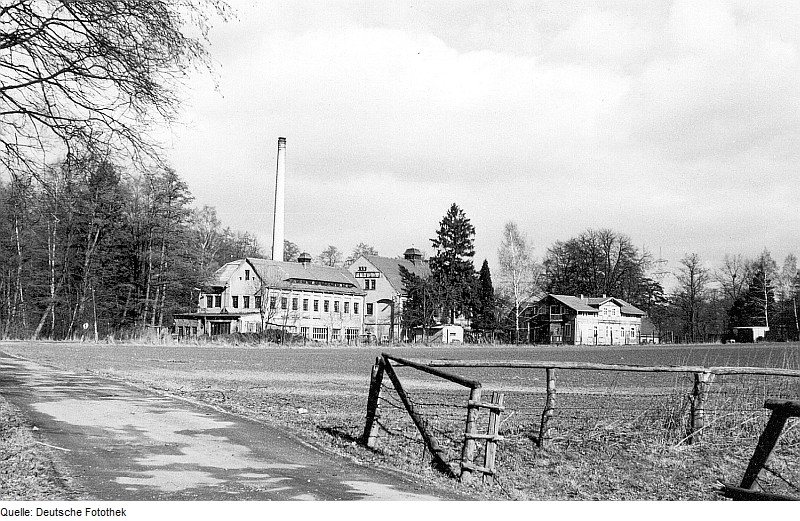
Ehemalige Papierfabrik an der Wesenitz (1976)

Am 25. April 1559 erteilte Kiesewetter dem Dresdner Papiermacher Hieronymus Schaffhirt das Recht zum Bau einer Papiermühle an der Wesenitz in Dittersbach. Vier Jahre nachdem die Papiermühle neu eingerichtet wurde, brannte sie 1859 ab. In der wiederaufgebauten Papierfabrik wurde zu DDR-Zeiten ein Industriebetrieb eingerichtet.

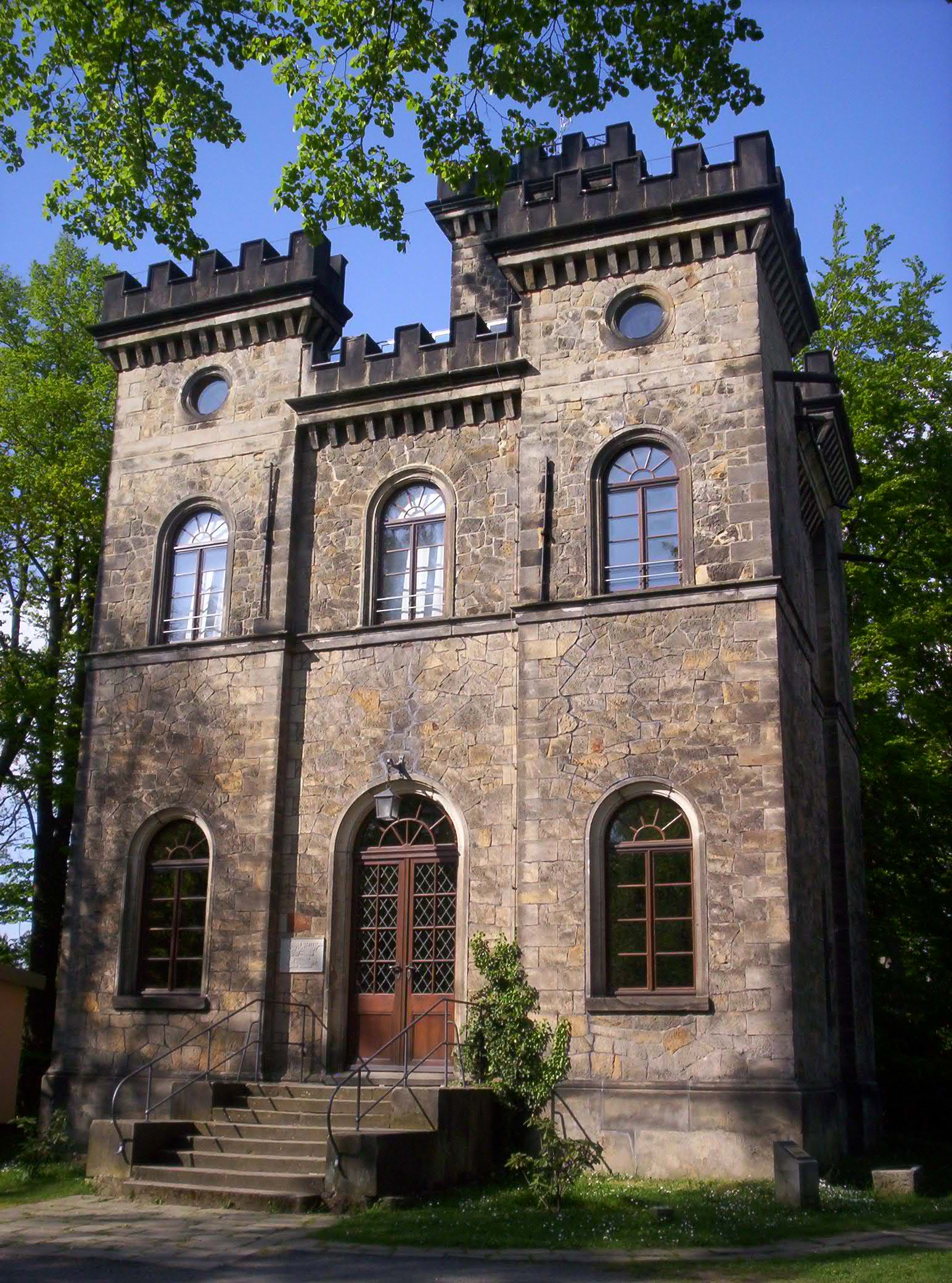
Belvedere Schöne Höhe

Nach mehreren Besitzerwechseln des Ritterguts erwarb Johann Gottlob von Quandt es 1829 mit den Dörfern Eschdorf, Dürrröhrsdorf, Rossendorf und Zeschnig. Der Goethe-Verehrer ließ 1831–1833 ihm zu Ehren auf der „Schönen Höhe“ von Joseph Thürmer ein Belvedere erbauen, das Carl Gottlieb Peschel ab 1836 mit Fresken zu Balladen von Goethe ausgestaltet hat.
Mit Eröffnung der Bahnstrecke Arnsdorf–Pirna erhielt Dittersbach einen Anschluss ans Bahnnetz. Im Mai 1998 wurde der Personenverkehr auf der Strecke Arnsdorf–Dürrröhrsdorf eingestellt, wodurch nur noch der nahegelegene Bahnhof Dürrröhrsdorf im Personenverkehr (Pirna–Neustadt–Bad Schandau) genutzt werden kann.

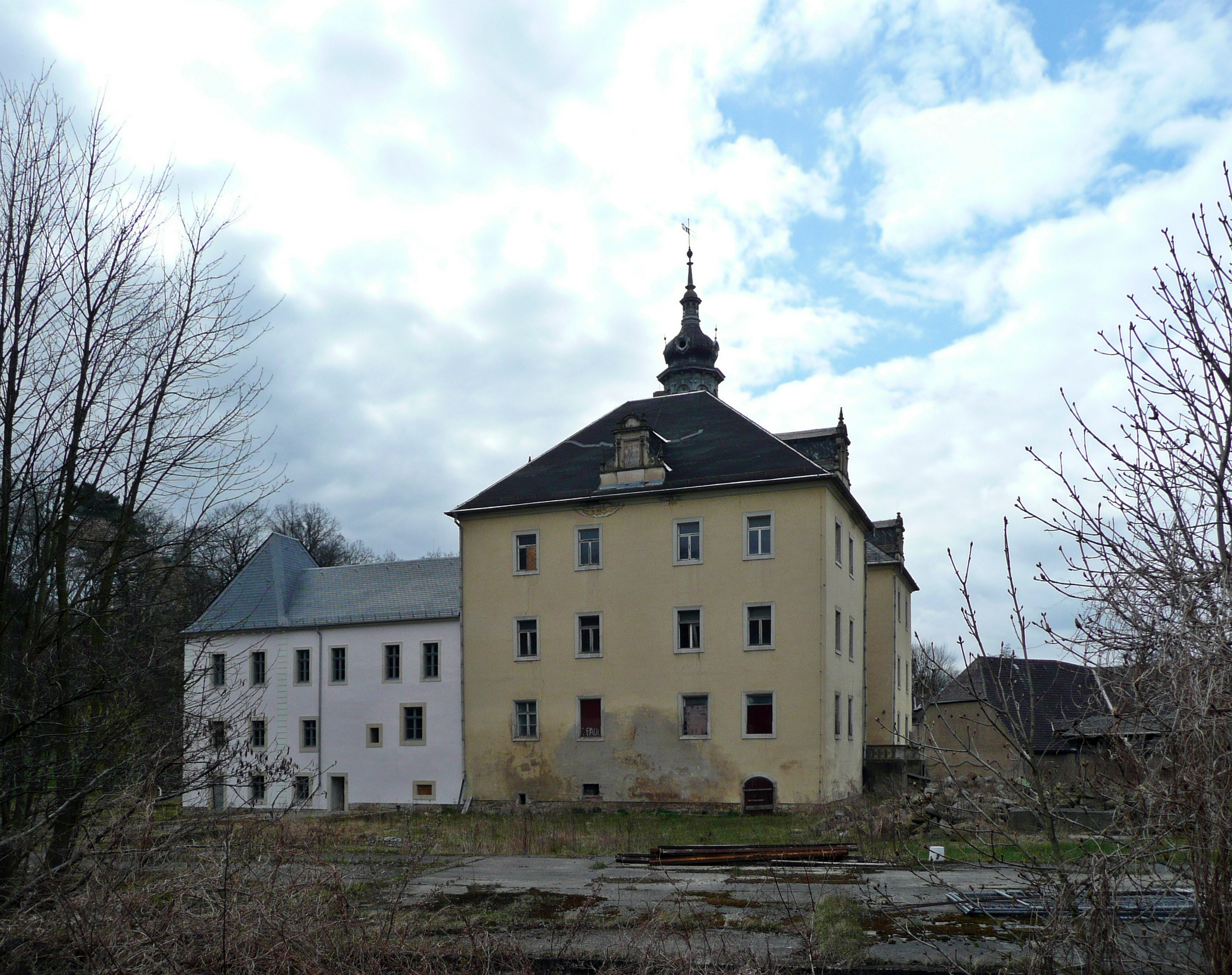
Ostflügel des Dittersbacher Schlosses

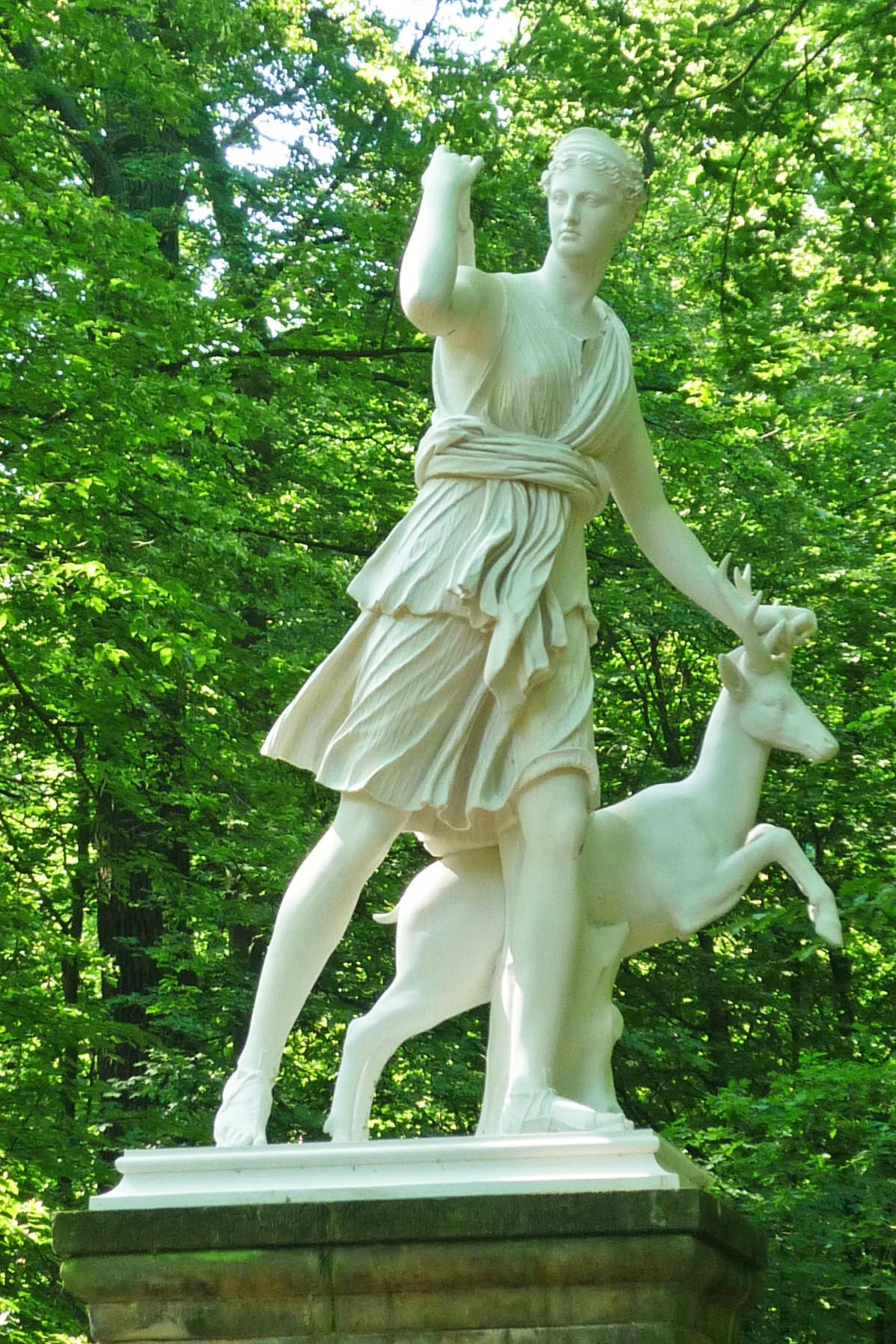
Statue der Diana im Schlosspark

Das Schloss wurde 1883 aus dem Quandtschen Familienbesitz an die Familie Leuschner verkauft. Diese ließ es 1885/1886 umbauen, wodurch es seine Flügelbauten erhielt. Die Stadt Dresden kaufte das Schloss 1925 und ließ darin ein Erholungsheim einrichten.
Im Jahr 1965 schlossen sich Dürrröhrsdorf und Dittersbach zu Dürrröhrsdorf-Dittersbach zusammen.

## Kirche

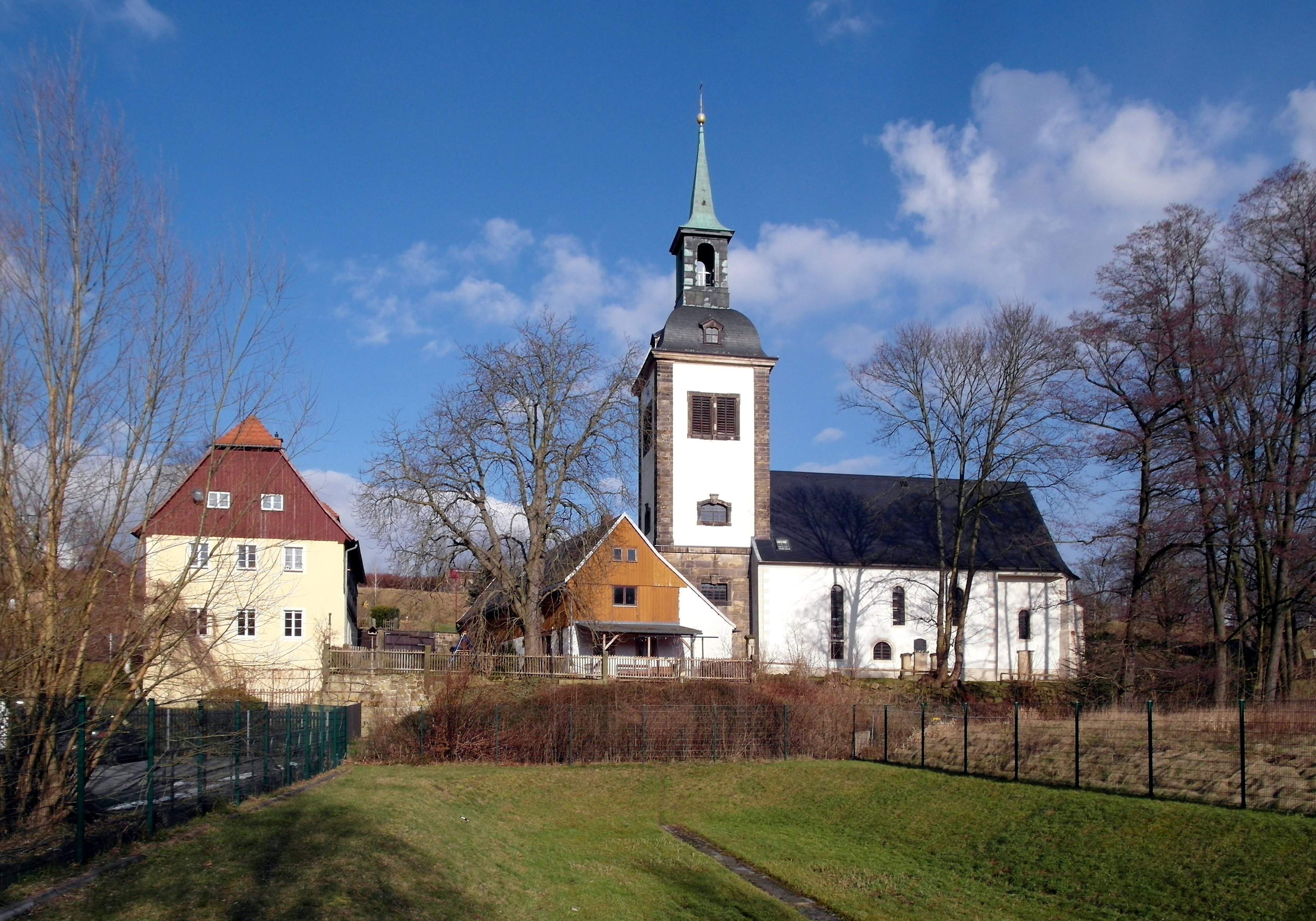
Pfarrhaus und Kirche Dittersbach

Die 1346 erwähnte Kirche und das Pfarrhaus brannten 1660 mit allen Urkunden ab. Die neuerbaute Dittersbacher Kirche wurde 1662 geweiht, sechs Jahre später fand zum ersten Mal der jährliche Dittersbacher Jahrmarkt zum Kirchweihfest statt. Das wiederaufgebaute Pfarrhaus ist heute nach dem Schloss das zweitälteste Haus Dittersbachs. Die Dittersbacher Kirche ist vor allem für die Orgel Gottfried Silbermanns bekannt.

## Verkehr
Der Haltepunkt Dittersbach (b Dürrröhrsdorf) lag an der Bahnstrecke Kamenz–Pirna. Der Streckenabschnitt Arnsdorf–Dürrröhrsdorf ist seit 2007 stillgelegt.